# Poly(dichlorophosphazène)
Le poly(dichlorophosphazène), ou poly(chlorure de phosphonitrile), est un polymère inorganique de formule (NPCl2)n, constitué d'une chaîne où alternent des atomes de phosphore et d'azote, liés alternativement par des liaisons simples et des liaisons doubles.
Ces composés peuvent être produits par polymérisation d'hexachlorophosphazène (NPCl2)3 par chauffage à environ 250 °C,. Il s'agit d'un caoutchouc inorganique et d'un précurseur de nombreux autres polymères de type –N=P– (polyphosphazènes), qui sont des produits commercialement importants.
Le poly(dichlorophosphazène) n'est pas résistant à l'eau. Il est également soluble dans les solvants organiques comme le tétrahydrofurane C4H8O et le benzène C6H6, dans lesquels il est possible de le substituer en remplaçant les atomes de chlore par des groupes –OR ou –NR2, où R représente un groupe alkyle ou aryle. Certains de ces polymères sont stables par rapport à l'hydrolyse et présentent des propriétés intéressantes comme une température de transition vitreuse plus basse.